# Giuseppe Pochettini di Serravalle
Giuseppe Pochettini, conte di Serravalle (Torino, 6 agosto 1778 – Torino, 29 marzo 1846) è stato un nobile italiano, sindaco di Torino nel 1840 e nel 1845.

## Biografia
Fu cavaliere dell'ordine Mauriziano, gentiluomo di camera del re di Sardegna, vicario e sovrintendente generale di polizia per la città di Torino.
Nel 1804 sposò Marianna Boetti, figlia di Luigi, conte di San Sebastiano..
Da vicario di polizia, intorno al 1830 fece installare a Torino orinatoi pubblici che vennero popolarmente chiamati con il suo nome in dialetto piemontese, pochetin.
Entrò nel consiglio comunale di Torino nel 1828 e fu sindaco nel 1840, con Ignazio Marchetti Melina, e nel 1845, con Giuseppe Bosco di Ruffino.